# Mary O'Connell
Pour les articles homonymes, voir O'Connell.
Mary O'Connell (25 septembre 1778 – 31 octobre 1836) est l'épouse de Daniel O'Connell,,.

## Jeunesse
Mary O'Connell est née à Tralee dans le comté de Kerry, le 25 septembre 1778. Son père était un médecin protestant, Thomas O'Connell. Il est veuf avec 3 enfants lorsqu'il épouse Ellen Tuohy, la mère catholique de Mary. Elle est l'une de leurs 8 enfants. Son père meurt en 1785, laissant la famille dans la pauvreté. En 1800, elle commence une correspondance secrète avec son lointain cousin Daniel O'Connell. Ils se rencontrent probablement dans un local social du comté de Kerry. Daniel avait peur d'être déshérité par son oncle, Maurice "Hunting-cap" O'Connell, s'il épouse une jeune femme sans dot ; il insiste pour garder leur relation secrète. Quand ils se marient à Dublin le 24 juillet 1802, sa famille n'est toujours pas au courant de leur relation. Les époux vivent séparément jusqu'à la première grossesse de Mary. Leurs craintes sont confirmées et Daniel est déshérité.

## Vie de famille
Mary O'Connell va vivre avec ses beaux-parents, Morgan et Catherine O'Connell, dans la maison de la famille à Carhen. Elle y vit jusqu'en 1805, lors de l'achat d'une maison sur Westland Row, à Dublin. Leur premier fils, Maurice, a été suivi par Morgan en 1804, Ellen en 1805, et Kate en 1807. Leur fils Edward, né en 1808, meurt en 1809. En 1810, O'Connell a donné naissance à deux reprises, d'abord à Elizabeth et puis Jean. De 1812 à 1816, elle a eu 5 enfants, dont seul Daniel atteint l'âge adulte.
Daniel O'Connell achète une maison sur Merrion Square à Dublin en 1809, malgré les conseils de son épouse. Le couple pouvait à peine se permettre cette maison. Tout au long de leur mariage, Mary O'Connell a supervisé le foyer, la gestion des servants, l'éducation des enfants et a agi avec son mari comme agent. Avec l'augmentation des participations de Daniel O'Connell dans le mouvement d'émancipation, il était de plus en plus souvent loin de sa famille. Couplé avec son imprudence financière, la santé d'O'Connell en souffre. En 1817, pour restaurer sa santé, elle emmène sa famille à Clifton, une ville de spa en Angleterre. Elle retourne à Dublin l'été suivant, mais repart en 1822 pour vivre en France. Elle dit à ses amis que c'est pour améliorer sa santé, mais c'est en fait dû à la nécessité économique. Elle y vit modestement avec ses 6 enfants jusqu'en 1824. La famille déménage à nouveau lorsque le couple hérite en 1825 de Derrynane House, la maison familiale d'"Hunting-cap" O'Connell après que Daniel et son oncle aient fait amende honorable. Leur fille aînée se marie peu de temps après. Son mari étant élu au parlement en 1829, elle voyage avec lui à Londres lors de l'ouverture de la session parlementaire.

## Fin de vie
De 1830 à 1836, les O'Connell sortent rarement, leurs difficultés financières sont résolues et leurs enfants se sont mariés. Un scandale survient en 1832, quand une brochure publiée par Ellen Courtenay indique que Daniel O'Connell est le père de son fils illégitime. L'histoire éclate à nouveau en 1836 et reçoit alors une grande publicité. Malgré sa mauvaise santé, Mary O'Connell rejoint son mari pour une tournée politique en Angleterre en avril 1836 afin de compenser l'effet négatif de ce scandale. Elle va à Tunbridge Wells, dans le Kent pour faire une cure en mai 1836 et retourne à Derrynane en août. Elle meurt le 31 octobre 1836 à Derrynane, et est enterrée dans le tombeau des O'Connell à Abbey Island.
Son portrait par John Gubbins se trouve à Derrynane House. Sa correspondance est conservée dans la collection O'Connell de la Bibliothèque nationale d'Irlande et des archives de l'University College Dublin.